# Tiwi Land Council
Das Tiwi Land Council (TLC) ist eines von vier Land Councils im Northern Territory, Australien. Diese Councils bilden die politischen Interessensorganisationen der lokalen Aborigines, vor allem für ihre die Landrechte. Ihre Gründung waren Resultate des Kampfes der Aborigines für ihre Menschen-, Landrechte und für ihr Recht auf gleichen Lohn.

## Lage und Bevölkerung
Die Aborigines der Tiwi, nach denen dieses Land Council benannt ist, leben etwa 60 Kilometer vor der Festlandküste von Darwin auf den Tiwi Islands. Es sind dies die Bathurst Island, Melville Island und fünf weitere kleinere Inseln. Sie bilden das Zuständigkeitsgebiet dieses Councils mit einer Fläche von insgesamt 8000 km², dazu kommt auch das Gebiet, das vom Tidenhub um die Inseln erfasst wird. Im Gebiet des Tiwi Land Councils leben etwa 2500 Tiwis. Es befindet sich im Eigentum von 97 Familien in 8 Clans im Stamm der Tiwis. Das Northern Land Council wurde bereits 1973 gegründet; das Tiwi Land Council erst 1978.

## Geschichte
Die Inseln der Tiwis werden nach ihren Angaben seit 6000 Jahren bewohnt. 1912 wurden die beiden großen Inseln Bathurst Island und Melville Island zum Reservat für Aborigines erklärt.
Im Northern Territory gelang die europäische Besiedlung erst in den frühen Jahren der britischen Kolonisation. Dies hatte zur Folge, dass die Aborigines von ihren Jagdgründen und ihrem fruchtbaren Land vertrieben wurden. Zahlreiche Aborigines waren gezwungen in Viehstationen zu arbeiten, wenn sie überleben und ihre Verbindungen zu ihrem Land aufrechterhalten wollten. Diese Entwicklung vollzog sich nicht in diesem Ausmaß auf den Tiwi-Inseln. Die erste Aborigines-Missionsstation auf dem Gebiet des heutigen Tiwi Land Council wurde 1911 bei Nguiu auf Bathorst Island gegründet.
In den 1960er Jahren entwickelte die Landrechtsbewegung der Aborigines in Australien Stärke. Die historischen Ausgangspunkte dieser Entwicklung liegen in der Yolngu Bark Petition von 1963, die bedeutsam für die Durchsetzung ihrer Landrechte war und im Gurindji Strike von 1966, als sich die Aborigines für gleichen Lohn von „Schwarz und Weiß“ kämpften. Die Gründung der Land Councils im Jahr 1973 im Northern Territory geht auf diese politische Bewegungen zurück.
Die australische Regierung unter Gough Whitlam von der Australian Labor Party setzte im Februar 1973 die Aboriginal Land Rights Commission ein, die die Aufgabe hatte, sich mit den Landrechten der Aborigines im Northern Territory zu befassen und Konzepte zu entwickeln. Nach dem ersten Bericht der Royal Commission wurde ein Gesetzesentwurf, die Land Rights Bill, ins australische Parlament eingebracht. Allerdings wurde die Whitlam-Regierung abgesetzt, bevor dieses Gesetz verabschiedet werden konnte. Die Nachfolgeregierung des iberalkonservativen Malcolm Fraser verabschiedete den Aboriginal Land Rights (Northern Territory) Act 1976. Mit Wirkung dieses Gesetzes wurden den Aborigines Landrechte im Northern Territory zugesprochen. Das Gesetz trat später, am Australia Day in Kraft, am 26. Januar 1977. Das Northern Territory kam erst eineinhalb Jahre später in politische Eigenständigkeit.
Die anderen drei Land Councils im Northern Territory sind das Central Land Council, Northern Land Council und Anindilyakawa Land Council, die vor dem Tiwi Land Council gegründet wurden. Das Tiwi Land Council wurde 1978 gegründet.

## Aufgaben und Interessenswahrnehmung
Das Tiwi Land Council ist eine Körperschaft des Öffentlichen Rechts, die nach dem Aboriginal Land Rights (Northern Territory) Act 1976 gegründet wurde. Rechtlich bindend ist für diese Körperschaften des Weiteren der Native Title Act 1993 und der Pastoral Land Act 1992.
Die Aufgabe der Councils ist die Verwaltung und Interessenswahrnehmung der Landrechte der indigenen Bevölkerung. Dies betrifft vor allem die Landnutzung, Bergbaurechte, Lagerstättenkunde, Infrastrukturmaßnahmen, Nationalparks, Armeegelände und landwirtschaftliche Unternehmungen. Eine weitere Aufgabe umfasst auch den Interessensausgleich über Landrechte der Aborigines untereinander.
Nach einer höchstrichterlichen Entscheidung des High Court of Australia wurde den Aborigines das Küstenland einschließlich des Landes, das den Tidenhub umfasst, als Eigentum zugesprochen.
Das Tiwi Land Council ist auch zuständig für die Erstellung von Genehmigungen von Reisen von Touristen in ihren Zuständigkeitsbereich.